# Heinz Strehl
Heinz Strehl (Kalchreuth, 20 de julho de 1938 – 11 de agosto de 1986) foi um jogador de futebol alemão.

## Carreira
Strehl foi o artilheiro da Liga dos Campeões de 1961/1962 com 8 gols. Pela Seleção Alemã-Ocidental, onde jogou de 1962 a 1965, Strehl participou da Copa do Mundo FIFA de 1962.

## Títulos
- Campeonato Alemão (2): 1961, 1968
- Copa da Alemanha (1): 1962